# Ikarus 80e
Az Ikarus 80e egy városi elektromos midibusz, melyet az Ikarus gyárt.

## Típuscsalád
Az Ikarus 80e az elektromos Ikarus szériába tartozik, mint az Ikarus 120e.

## Gyártása
A hivatalosan prototípusként bemutatott 8545 mm hosszú, 2420 mm széles és 3300 mm magas, 4350 mm tengelytávú midibusz 1-2-0 ajtóképlettel rendelkezik, elöl egyszárnyú bolygó-, középen pedig kétszárnyú lengő-toló ajtókkal – mindegyik elektromos működtetésű. A belmagasság grandiózus (2100 mm), ennek köszönhetően az utastér nagyon tágasnak érződik. A teljes hosszban alacsonypadlós (ez számos kategóriabeli riválissal szemben előnyt jelent) jármű teljes befogadóképessége 55 fő, közülük 18 utasnak ülőhely is jut. A járművezető Grammer gyártmányú vezetőülésben foglal helyet.